# Hugo del Vecchio
Hugo Óscar del Vecchio, detto Balazo (Rosario, 22 febbraio 1928 – 7 settembre 1999), è stato un cestista argentino.

## Carriera
Con l'Argentina ha disputato i Campionati del mondo del 1950, i Giochi panamericani di Buenos Aires 1951, e i Giochi olimpici di Helsinki 1952.